# کژدم دم‌پهن عربی
کژدم دم‌پهن عربی (نام علمی: Androctonus crassicauda) نام یک گونه از سرده کژدم‌های دم‌پهن از خانواده کژدم‌های دم‌کلفت است. این گونه در شمال آفریقا و خاورمیانه یافت می‌شود.